# Casio PV-1000
La PV-1000 és una consola de joc pertanyent a la tercera generació de videoconsoles i comercialitzada en exclusiva al Japó entre 1983 i 1984. Produïda per l'empresa toquiota Casio, especialitzada en electrònica de consum, la competència de Sega i de Nintendo —la qual dominava el mercat japonés amb la Famicom— féu que Casio decidira centrar-se en el seu model de microordinador, PV-2000, llançat tan sols dos mesos després i que, malgrat la nomenclatura, només és compatible amb els joysticks de la PV-1000.
El mateix any, Casio també havia llançat el primer rellotge de polsera de la sèrie G-Shock, el model DW-5000, a més d'òrgans Casiotone amb ROM ampliable, una televisió LCD de butxaca i un diari digital; més tard, la nomenclatura PV seria reutilitzada en els ordinadors clònics d'MSX PV-7 i PV-16 i, l'any 1999, en una línia de PDA anomenada PV-100 (acrònim de Pocket View). Degut a la seua rarea, un exemplar de col·lecció pot costar entre 300 dòlars i 800 lliures.

## Especificacions tècniques
El processador central és un D780C-1 a 3,579 megahertzos basat en el Zilog Z80A, el mateix utilitzat en altres consoles contemporànies com la ColecoVision i la Sega Mark III —també inclòs en la Mega Drive com a retrocompatible— i microordinadors com els MSX o el ZX Spectrum; la unitat compta amb 4 kilobytes de RAM i 16 de video RAM, amb una resolució de pantalla de 256 x 192 píxels, trenta-dos sprites i una paleta de huit colors i tres canals de so, tot gestionat pel coprocessador audiovisual D65010G031; la carcassa, de color blau sarcet, té connexió d'antena, alimentació, dos controladors i un altre port d'extensió; els jocs, comercialitzats en cartutxs de 32 kB, s'inserten en l'obertura superior.

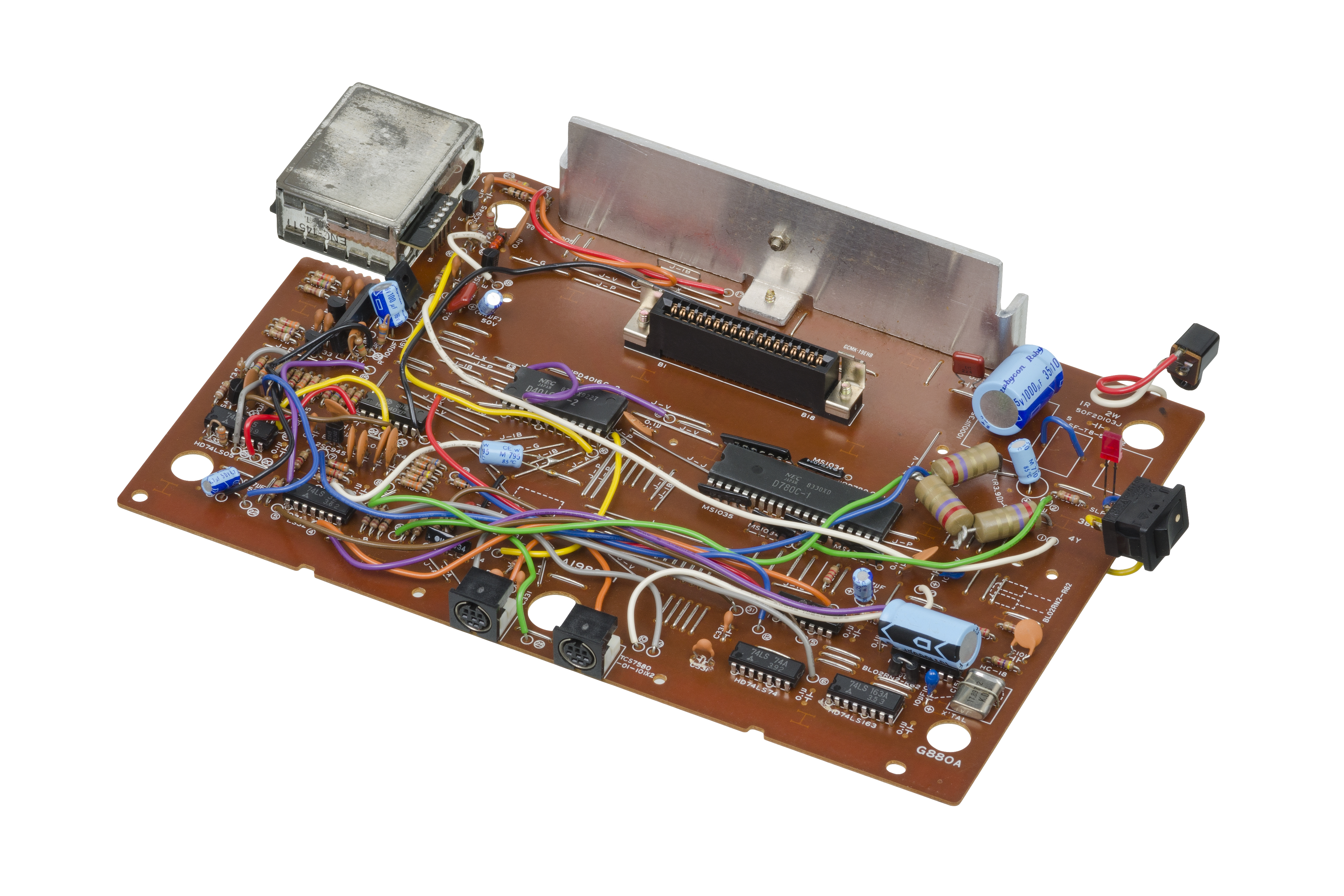
placa base amb components
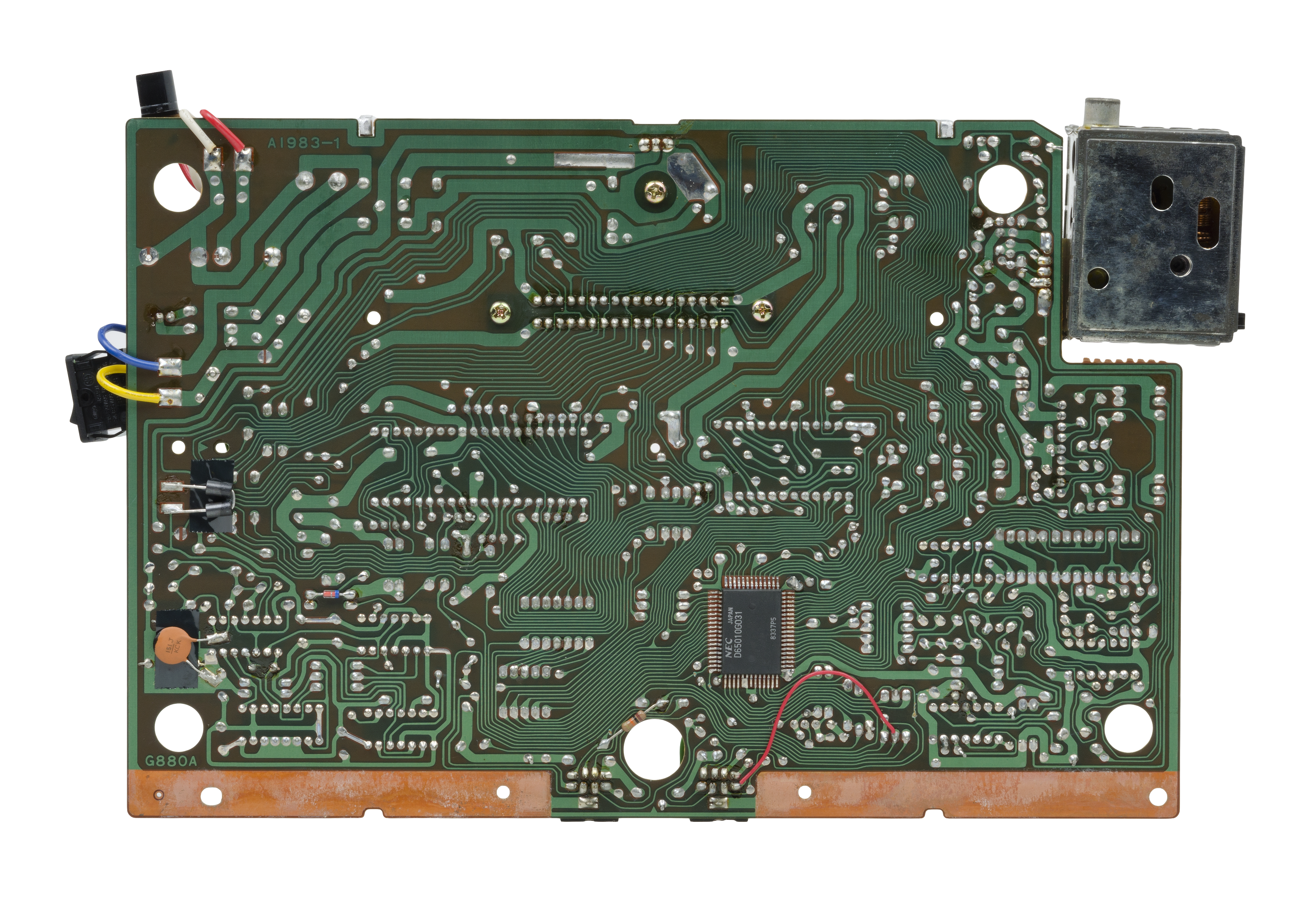
revers de la placa
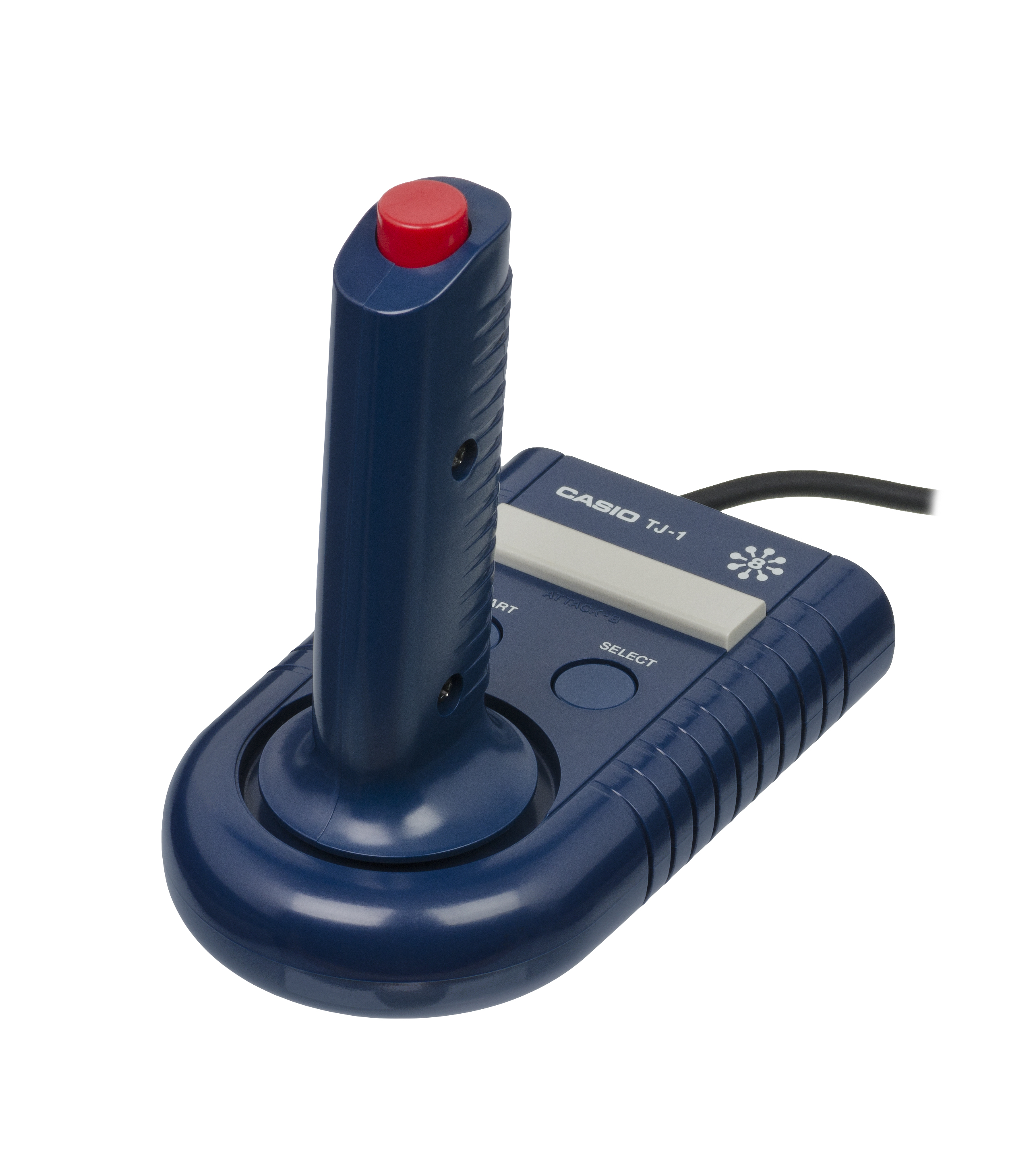
controlador inclòs
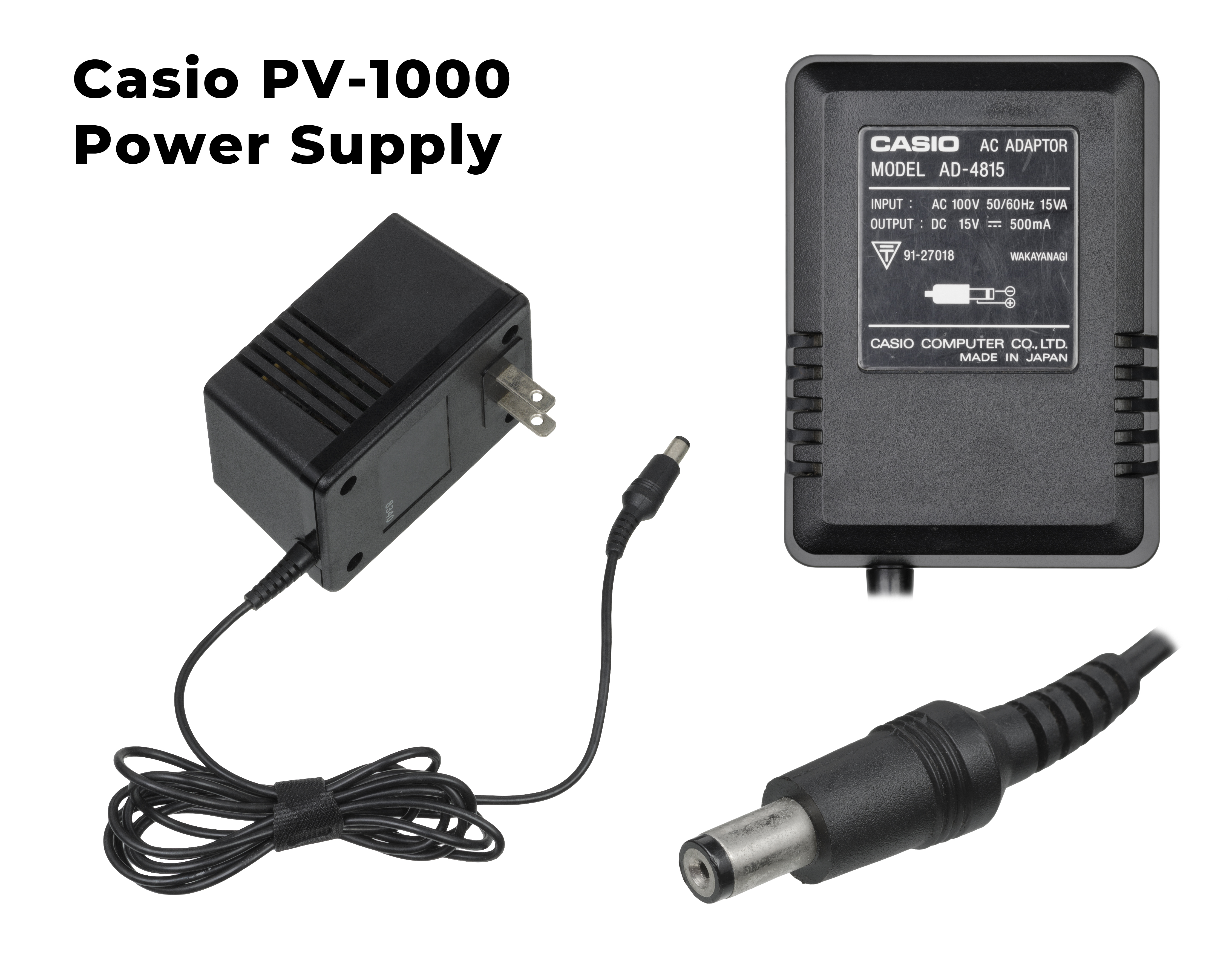
transformador
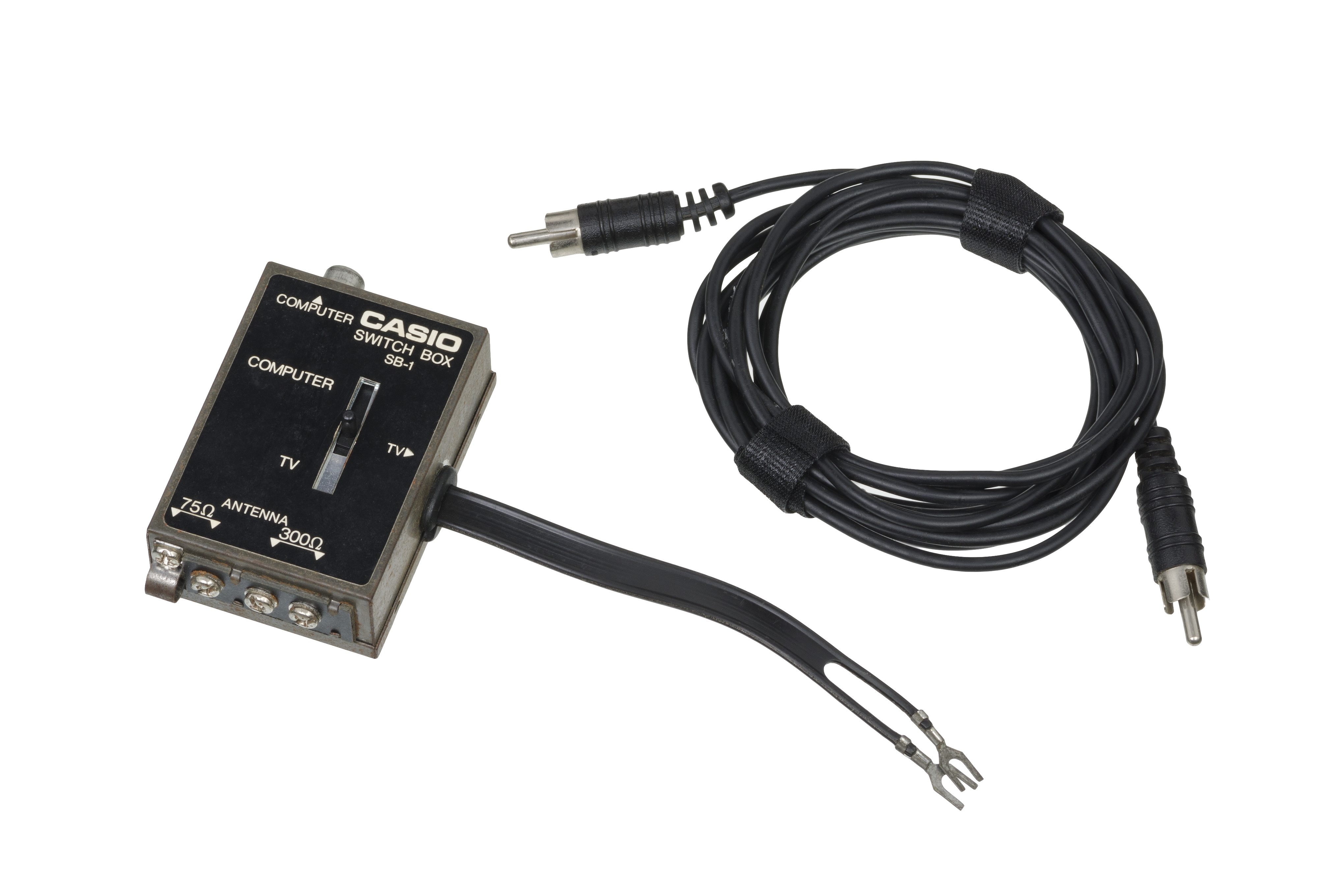
caixa RF

## Jocs
De quinze jocs publicitats només se n'ha confirmat l'existència de tretze, la major part d'ells reedicions de jocs ja editats per Casio per a MSX:
1. Pooyan
2. Super Cobra
3. Tutankham
4. Amidar
5. Dig Dug
6. Warp & Warp
7. Turpin
8. Pachinko UFO
9. Fighting Bug (Lady Bug)
10. Space Panic
11. Naughty Boy
12. Dirty Chameleon
13. Excite Majong